# Susch
Susch är en ort och tidigare kommun  i den schweiziska kantonen Graubünden. Sedan 2015 ingår den i kommunen Zernez.
Det traditionella språket i Susch är den rätoromanska dialekten vallader, men under 1900-talet har tyska språket vunnit insteg och är numera modersmål för en tredjedel av invånarna. Skoleleverna undervisas dock på rätoromanska, vilket också var kommunens officiella administrationsspråk. Kyrkan är sedan 1550 reformert.
I Susch finns sedan 2019 konstmuseet Muzeum Susch.